# Gotion
Gotion High-Tech Company Limited (также Guoxuan High-Tech) — китайский производитель литий-ионных и литий-железо-фосфатных аккумуляторов для электромобилей, систем накопления энергии, а также оборудования для передачи и преобразования электроэнергии (распределительные устройства высокого и низкого напряжения, трансформаторы и автоматические выключатели). 
Акции Gotion котируются на Шэньчжэньской фондовой бирже, а GDR выпускались в Швейцарии. По состоянию на 2022 год Gotion входил в десятку крупнейших производителей аккумуляторов в мире и занимал 4-е место в Китае (после CATL, BYD и CALB).

## История
Компания основана в 2006 году; в 2007 году начала производить литий-железо-фосфатные материалы; в 2008 году основала свой научно-исследовательский институт; в 2009 году начала выпускать аккумуляторы для автобусов; в 2014 году открыла исследовательский центр в Силиконовой долине; в мае 2015 года вышла на Шэньчжэньскую фондовую биржу.
В мае 2020 года компания Volkswagen China инвестировала около 1,1 миллиарда евро, став крупнейшим акционером Gotion High-Tech. Также в 2020 году Gotion начала строительство завода в Лючжоу. В 2021 году Gotion построила четыре завода в Фэйдуне и Синьчжане (Хэфэй), Тунчэне (Аньцин) и Ичуне, а также приобрела у Bosch завод в Гёттингене.
В июле 2023 года Gotion и BASF подписали меморандум о совместной разработке материалов для аккумуляторных батарей.

## Деятельность
Gotion High-Tech производит аккумуляторные батареи для пассажирских и коммерческих транспортных средств (в том числе легковых электромобилей и электрических автобусов), а также для специальных автомобилей, мотоциклов и скутеров; приложения для хранения энергии, оборудование для передачи и распределения электроэнергии, системы накопления энергии для электростанций и базовых станций связи. Также Gotion занимается демонтажем и переработкой аккумуляторов.
Заводы Gotion расположены в городах Хэфэй, Аньцин, Нанкин, Наньтун, Циндао, Таншань, Ухай, Ичунь, Лючжоу (КНР) и Гёттинген (Германия), научно-исследовательские центры и лаборатории — в городах Хэфэй, Шанхай и Наньтун (КНР), Цукуба (Япония), Сингапур (Сингапур), Пуна (Индия), Фримонт и Кливленд (США), Гёттинген (Германия).
Основными покупателями аккумуляторов Gotion являются компании SAIC Motor, SAIC-GM-Wuling, Chery Automobile, Karry Auto, Changan, BAIC Motor, JAC Motors, Leapmotor, Ebusco, Dayun Group и Volkswagen.
По итогам 2022 года основные продажи компании Gotion High-Tech пришлись на аккумуляторные батареи для электрических транспортных средств (80,2 %), системы накопления энергии (15,2 %), оборудование для передачи и распределения электроэнергии (2,9 %). Ключевым рынком сбыта для компании был материковый Китай (87,1 %).

### Структура
- Hefei Gotion High-Tech Power Energy Co. Ltd. (Хэфэй)
- Hefei Gotion Battery Technology Co. Ltd. (Хэфэй)
- Hefei Gotion Battery Co. Ltd. (Хэфэй)
- Nanjing Gotion Battery Co. Ltd. (Нанкин)
- Qingdao Gotion Battery Co. Ltd. (Циндао)
- Tangshan Gotion Battery Co. Ltd. (Таншань)
- Liuzhou Gotion Battery Co. Ltd. (Лючжоу)
- Hefei Gotion Battery Materials Co. Ltd. (Хэфэй)
- Gotion New Energy (Lujiang) Co. Ltd. (Хэфэй)
- Feidong Gotion New Materials Co. Ltd. (Хэфэй)
- Nantong Gotion New Energy Technology Co. Ltd. (Наньтун)
- Jiangxi Gotion New Energy Technology Co. Ltd. (Ичунь)
- Inner Mongolia Gotion Zero-Carbon Technology Co. Ltd. (Ухай)

Также в состав компании входит Shanghai Electric Gotion New Energy Technology Co. Ltd. (Шанхай) — совместное предприятие Gotion High-Tech и Shanghai Electric Group, которое производит системы накопления энергии и аккумуляторные элементы на заводах в Наньтуне и Куньшане.

## Акционеры
Ключевыми акционерами Gotion High-Tech являются компании Volkswagen China и Guoxuan High-Tech Power Energy (Хэфэй), подконтрольная Ли Чжэню. Основными институциональными инвесторами являются First Seafront Fund Management (2,54 %), Ли Чэнь (1,64 %), Foshan Electrical and Lighting Co. (0,98 %) и Galaxy Futures (0,6 %).